# Johann Leopold Ludwig Schoch

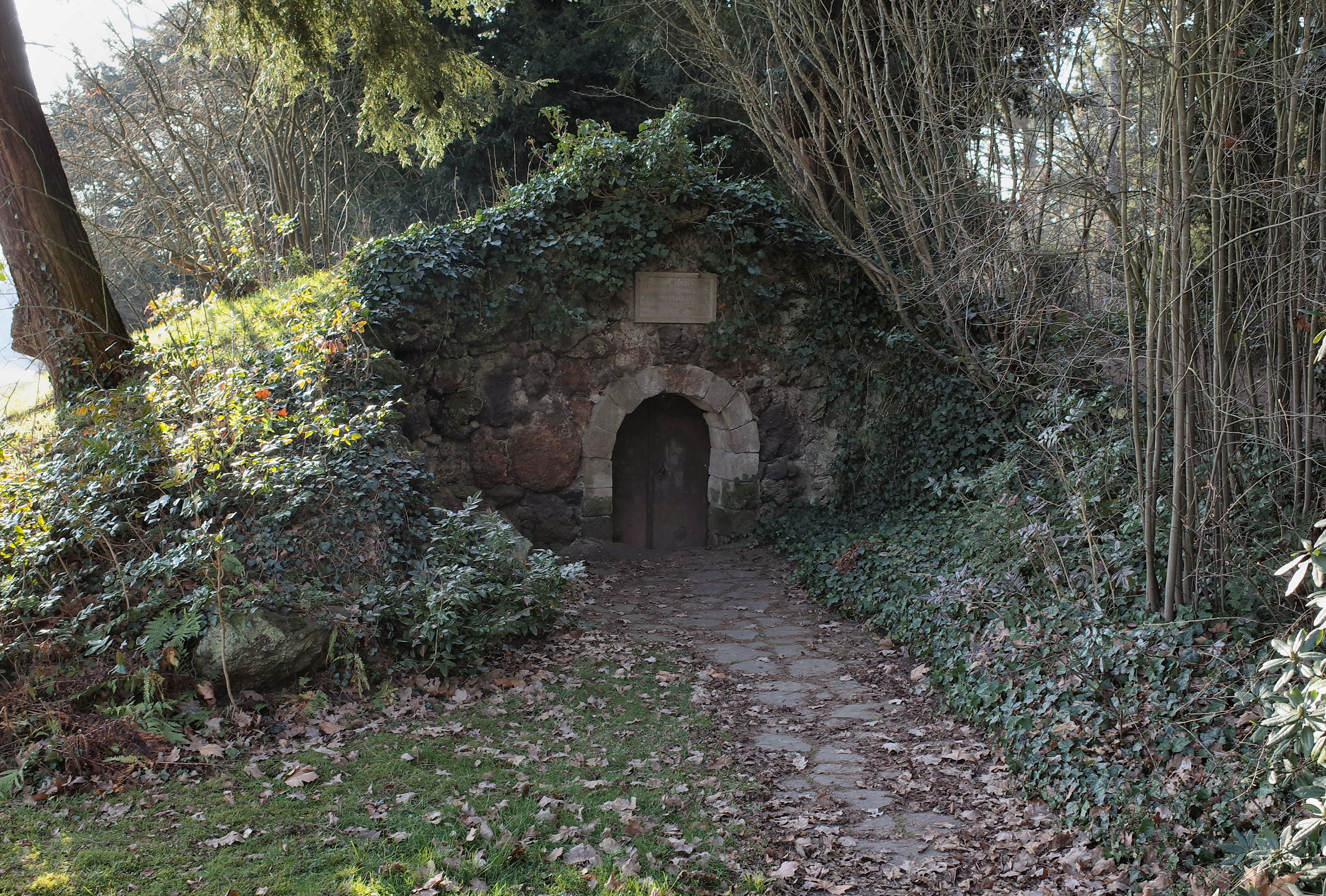
Schochs Ruheplatz im Wörlitzer Park

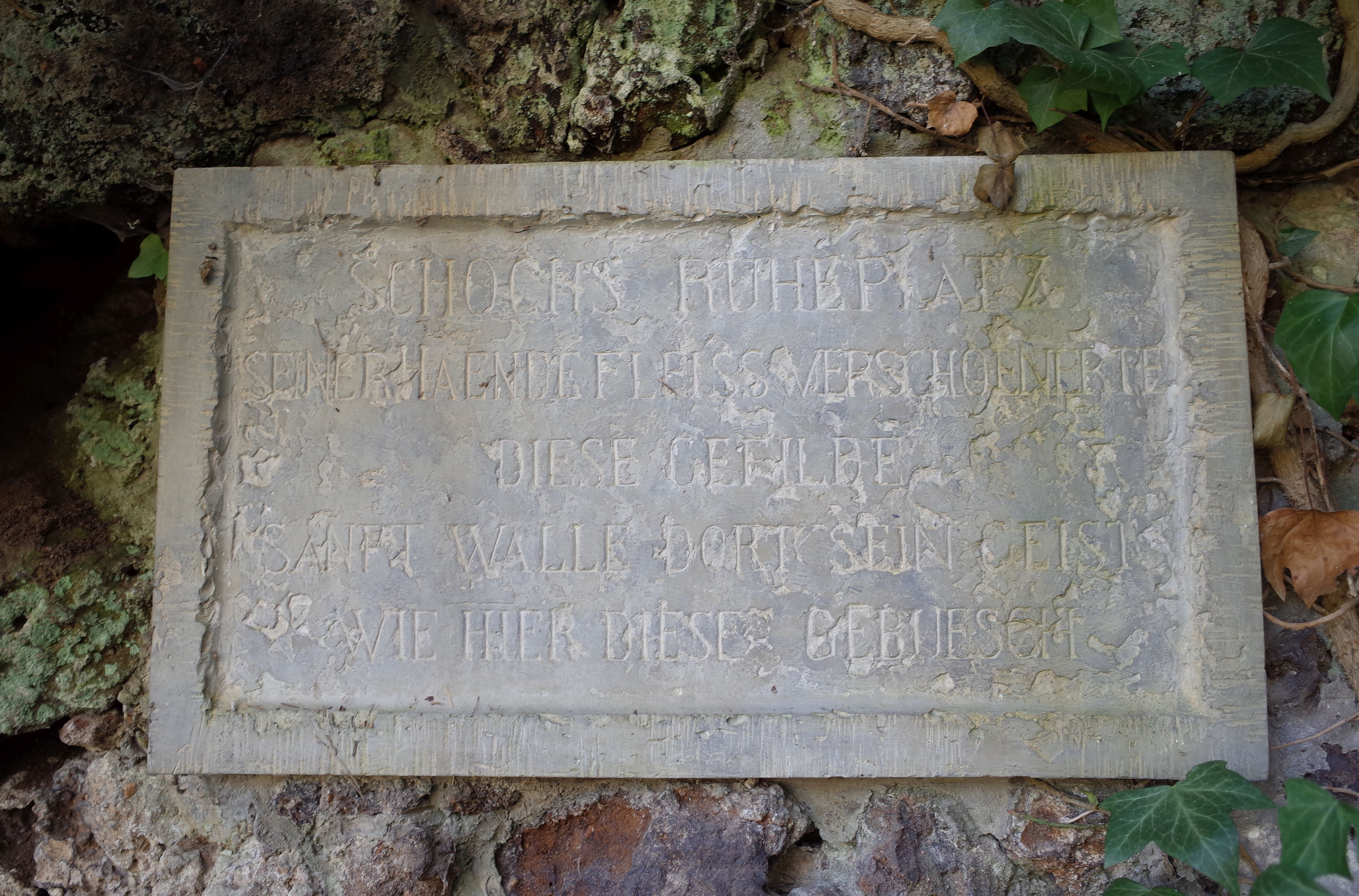
Inschrift am Grab

Johann Leopold Ludwig Schoch (* 6. Dezember 1728 in Dessau; † 11. Juli 1793 in Wörlitz bei Dessau) war ein deutscher Hofgärtner, Gartendirektor und Gartenkünstler. Zusammen mit Leopold III. Friedrich Franz von Anhalt-Dessau entwarf er große Teile des Wörlitzer Parks.

## Leben und Wirken

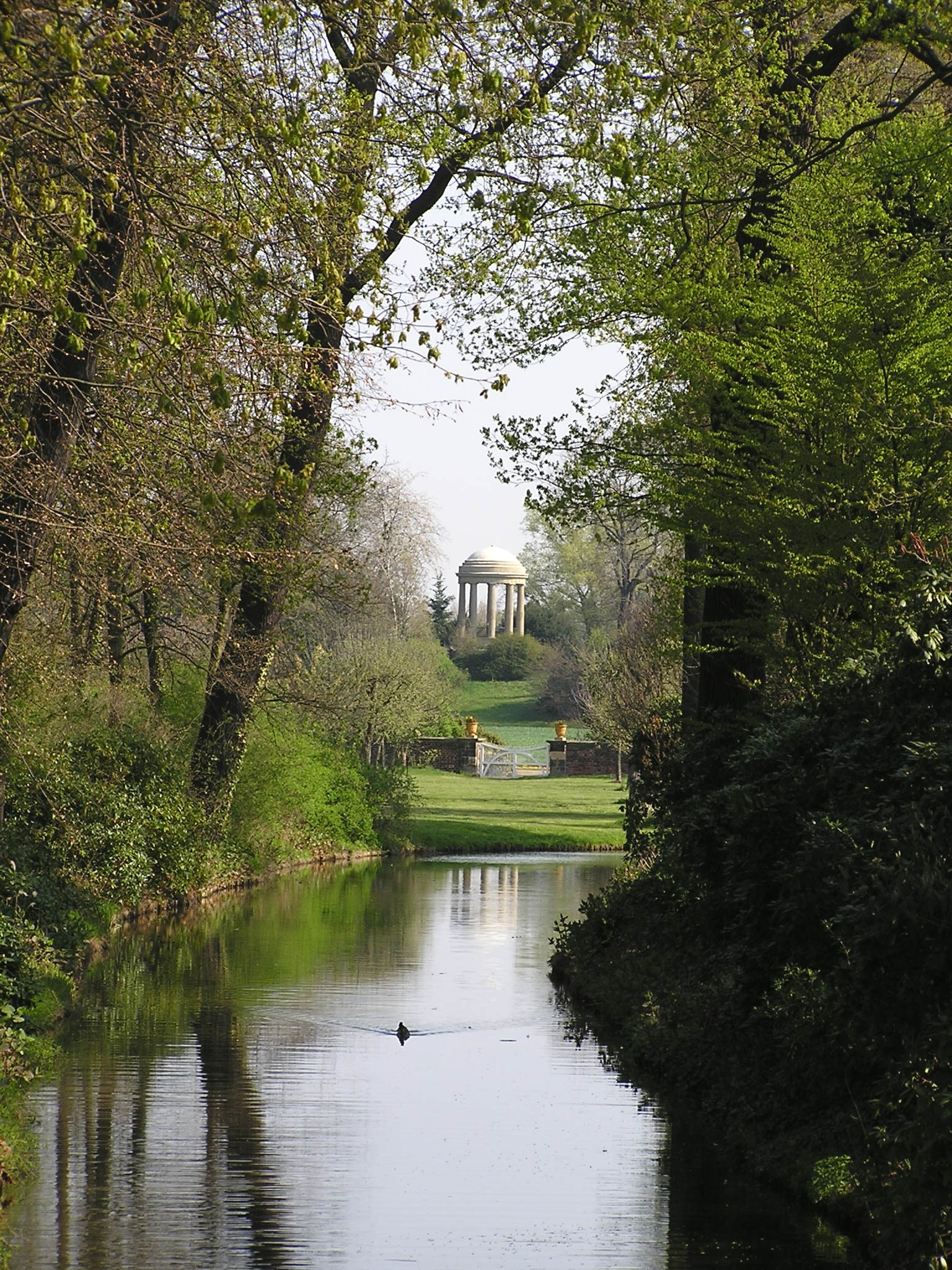
Der nach dem ihm benannte Garten (Schochs Garten)

Schoch war zunächst in Großkühnau tätig. Um 1764 war er an den Arbeiten an der Elbaue in Wörlitz beteiligt. Mit der Gestaltung der Elbaue setzte er die Anregungen von seinem Landesherrn Leopold III. Friedrich Franz von Anhalt-Dessau um. Die Anregungen hatte Leopold III. Friedrich Franz zusammen mit seinem Berater und Freund Friedrich Wilhelm von Erdmannsdorff, er war Architekt von Beruf, während einer Bildungsreise nach England erhalten. So gestaltete Schoch die Auenlandschaft der Elbe nach den Wünschen seines Landesherren: Eine Fläche, die mit der damaligen Landschaftsfläche des Fürstentums Anhalt-Dessau identisch war, wurde in zahlreiche Landschaftsgärten verwandelt, zudem wurden Gebäude im Stil des Klassizismus und der Neugotik entworfen. Vorbild war die gartenreiche Umgebung der Londoner Themse.
Neben den Arbeiten am Wörlitzer Park, an denen auch Johann Friedrich Eyserbeck und Erdmannsdorff beteiligt waren, der auch einen nach ihm benannten Bereich Schochs Garten enthält, arbeitete er auch in Neumarks Garten und im Schlossgarten. Besondere Aufmerksamkeit schenkte er aber den umfangreichen Baumschulen, die für die Anlage des Landschaftsparks erforderlich waren.
Schoch bewohnte ab 1765 ein kleines Gebäude, welches mit einer Mauer umzogen war; es war der Vorgängerbau des Gotischen Hauses. Sein Haus wurde zwischen 1773 und 1813 mehrfach vergrößert; diese Erweiterungen wurden auf Wunsch von Leopold III. durchgeführt. Später wohnten der Fürst, Luise Schoch und ihre drei Kinder in dem Gebäude.
Als Planteur und Gartenkünstler hatte er die Wirkung seiner Anlagen und Veränderungen vorauszuplanen; er zählt zu den ersten Deutschen, die die Ideen der Aufklärung in der Natur zur Wirkung brachten.
Johann Leopold Ludwig Schoch konzipierte auch einen Landschaftspark in Halle, aus dem dann später der Zoologische Garten Halle wurde.
Er gehört zu denen, die durch ihr Schaffen die Grundlage für das Dessau-Wörlitzer Gartenreich legten.

## Tod

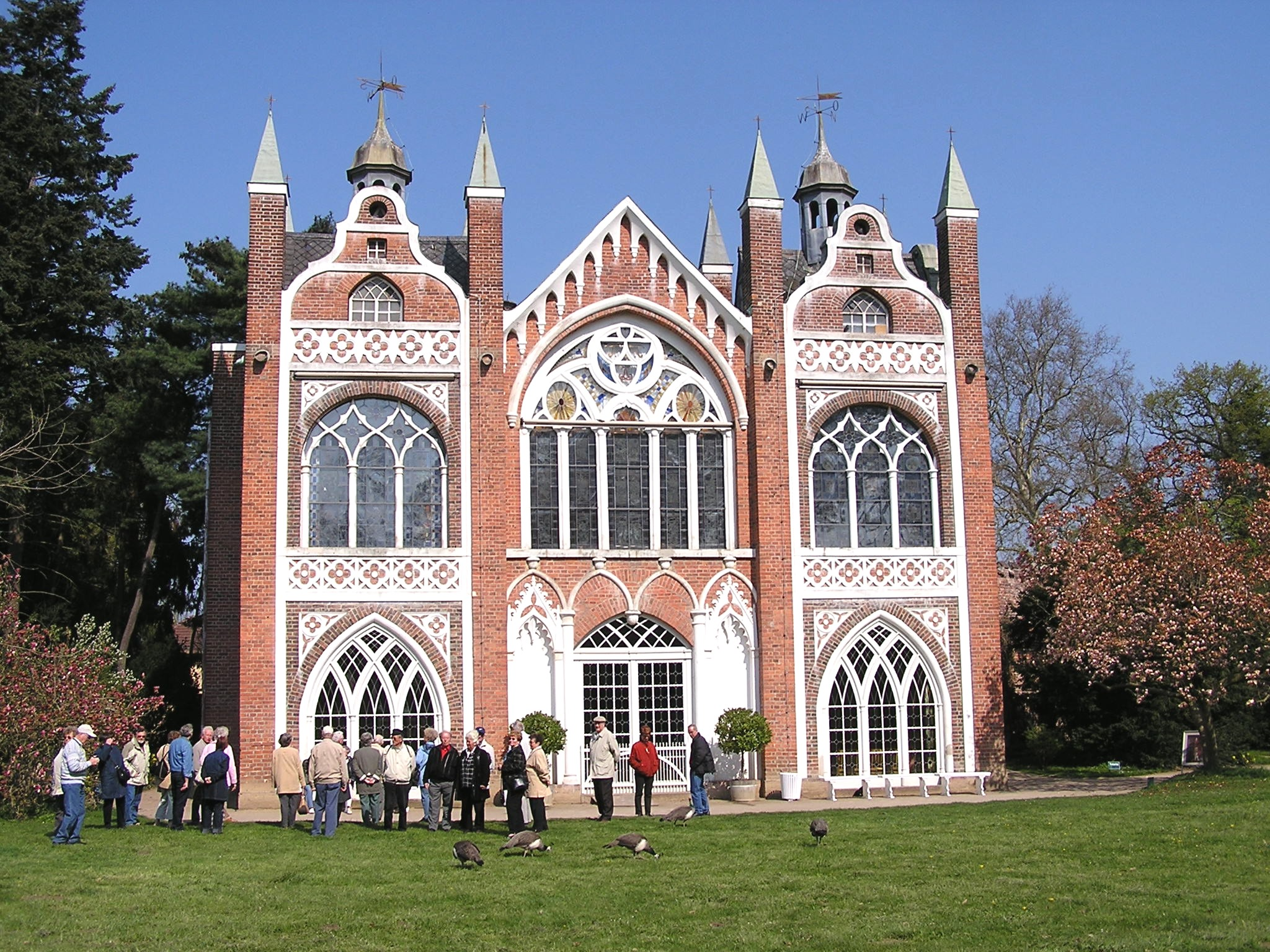
Das gotische Haus

Schoch starb am 11. Juli 1793 in Wörlitz. Sein Grab liegt unweit des Gotischen Hauses und ist heute Denkmal und Gartenmotiv.

## Familie
Schoch wurde als Sohn des Gärtners Johann George Schoch geboren, welcher später Lustgärtner des Fürsten Dietrich von Anhalt-Dessau wurde. Seine Mutter war Johanna Sophie Schließer. Schoch heiratete Katharina Maria Adler, und später Johanna Sophie Schoch; insgesamt zeugte Schoch zehn Kinder, davon vier Söhne. Dazu zählte Johann George Gottlieb Schoch, der am Wörlitzer Park das Werk des Vaters weiterführte. Eine seiner sechs Töchter war Leopoldine Luise Reichsfrau von Beringer, welche eine morganatische Ehe mit Leopold III. Friedrich Franz einging.